# Восход (Казахстан)
Восхо́д (каз. Восход) — село у складі Абайського району Карагандинської області Казахстану. Входить до складу Карагандинського сільського округу.
Населення — 79 осіб (2021; 110 у 2009, 198 у 1999, 379 у 1989).
Національний склад станом на 1989 рік:
- росіяни — 37 %;
- казахи — 27 %.